# Перша французька імперія

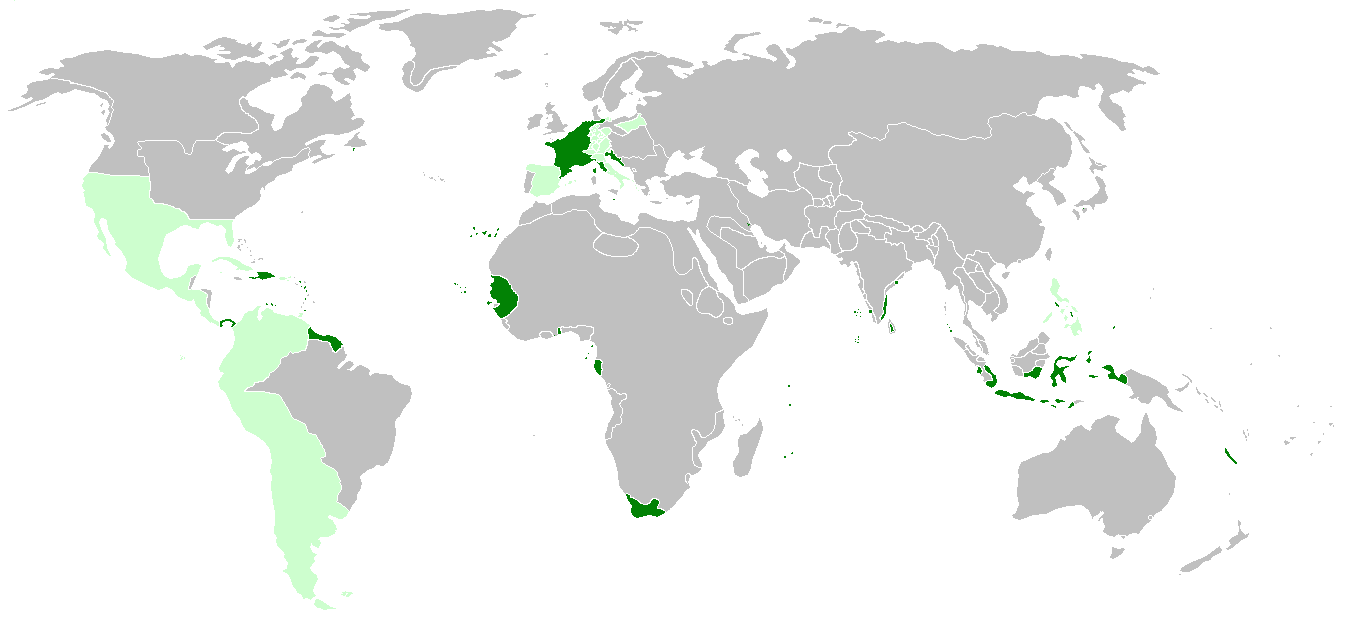
Французька імперія з її колоніальним володінням у 1812

Перша французька імперія (фр. Le Premier Empire) — імперія Наполеона Бонапарта у Франції в 1804—1815 роках. Перша імперія заступила Французький консулат 18 травня 1804 року з оголошення довічного консула Наполеона Бонапарта «імператором французів» під іменем «Наполеон Перший». Коронація відбулася 2 грудня 1804 року в Соборі Паризької Богоматері.  Імперії був покладений кінець у квітні 1814 року зі зреченням від престолу Наполеона і його засланням на острів Ельба. Після періоду Першої французької імперії відкривається епоха Реставрації Бурбонів, за винятком періоду Ста днів, коли Наполеону вдалося тимчасово повернутися до влади, з 20 березня до 22 червня 1815 року.

## Історія

### Від Консулату до Імперії
В 1799 році Наполеон Бонапарт організовує заколот і стає Першим Консулом. Наполеон здобуває значних успіхів: за короткий час Франція стрімко стає лідером Європи у всіх галузях. Водночас зростає ризик монархічних переворотів. Сенат Франції пропонує Наполеону встановити особисту форму правління з переданням її в спадщину і передає владу в руки Французького Імператора. Плебісцитом 6 листопада 1804 року, французький народ підтверджує рішення Сенату (3 572 000 «за» і тільки 2572 «проти»). Таким чином, Конституція XII року затверджує зміну державного ладу і перехід до Імперії.

### Початок імперії
Наполеон вважає, що країні потрібні сильні і тверді основи, він відтворює жорсткість суспільства Франції Старого режиму. 25 травня 1804 року, Наполеон Бонапарт засновує місто Ла-Рош-сюр-Іон, щоб покласти кінець Вандейській війні, тривалому контрреволюційному повстанню в провінції Вандея.

### Коронація 2 грудня 1804 року та початок імперії
Коронація відбулася 2 грудня 1804 року, в соборі Паризької Богоматері, у присутності папи Пія VII, що справив службу.
З 1804 року почалася нова епоха в історії Франції — епоха імперії. Царювання Наполеона було наповнене, з деякими перервами, війнами, спершу надзвичайно вдалими для Франції, хоча і з окремими несприятливими епізодами (Трафальгарська битва); Франція поширила свою владу і вплив майже на всю Європу, залишивши глибокий слід в її внутрішніх порядках. Починаючи з невдач в Іспанії (див. Іспано-португальська війна 1807—1814 рр.) і війни з Росією в 1812 році, удача зрадила імперії. Проте економічний баланс царювання Наполеона не може вважатися безумовно несприятливим для Франції. Воно закріпило багато завоювань революційної епохи і створило надзвичайно сприятливі умови для розвитку землеробства і промисловості.
У цю епоху у Франції (переважно за активного сприяння уряду) сильно поширилася культура деяких рослин, доти невідомих або мало відомих у Франції; найважливішою з них була картопля, введення якої почалося ще до революції, але йшло повільно. Площа оброблюваних земель збільшилася досить значно; виноробство з 1790 по 1810 рр. збільшилося у півтора раза; вивіз худоби з суми 4,5 млн франків в 1790 році піднявся до 9 млн у 1812 році; прядильна, ткацька, шовкова промисловість отримали величезний поштовх і посилилися в декілька разів; фабрична промисловість, вельми слабка до революції, була дуже розвинена до кінця царювання Наполеона. Вивізна торгівля Франції в першу половину царювання Наполеона швидко росла: в 1802—1804 рр. вивезення в середньому дорівнювалося 351 млн франків, в 1805—1807 рр. — 402 млн франків, в 1811—1812 рр. 356 млн франків. Ввезення, ускладнене тарифами й політичними подіями сильно коливалося з року в рік, але загалом падало (у 1802—465 млн франків, в 1812—257 млн франків.
Сама війна не приносила Франції великої шкоди (економічно). Вона велася на чужій території, на контрибуції і реквізиції, і Франція платила за них порівняно мало (хоча податки таки росли); навіть позики для неї не укладалися. Між тим вона звільняла країну від надлишкових робочих рук і давала величезні замовлення власної промисловості (ткацька промисловість значною мірою зобов'язана своїм зростанням військовим підприємствам Наполеона). Армія була установою деспотично-демократичною; в ній панувала воля однієї людини, але не було ні станових, ні інших подібних відмінностей; кожен солдат, незалежно від походження, «носив маршальський жезл у своєму ранці». Конскрипції, введені революцією, були пом'якшені встановленим під час консульства (1800) правом відкуповуватися від військової повинності, що примирило з війнами заможну буржуазію. Армія була селянською і дрібнобуржуазною і була надзвичайно популярною в народній масі. Так було переважно в першу половину царювання Наполеона; в другу, коли війна все ж виснажила народні засоби і, головне, війни стали менш вдалими, країні довелося розплачуватися за свої військові захоплення і крайнощі протекціонізму, що викликали страшну торгово-промислову кризу. Імперія звернулася у військову диктатуру, яка не могла бути міцною.
Деспотизм Наполеона відштовхнув від нього все ще зберігаючу любов до свободи частину інтелігенції (цензура 1810, висилка де Сталь, Констана та ін.); духовенство, що ледь із ним примирилося, знову зробилося найзапеклішим його ворогом. Стара аристократія, якій він дозволив повернутися на батьківщину і яку намагався наблизити до свого двору, не могла примиритися ні з втратою колишніх багатств, ні з новим становищем при дворі гордовитого і постійно ображаючого її імператора. Народні маси відчували себе стомленими і вимагали пом'якшення податного тягаря і припинення воїн. Не стерпівши навколо себе ні найменшої іскри самостійності, Наполеон наповнив усі створені ним установи людьми позбавленими власної волі. У хвилину випробування не можна було розраховувати на їх твердість і стійкість, і дійсно, після вступу союзних армії в Париж (31 березня 1814 року), призначений ним же сенат проголосив 3 квітня 1814 скинення його з престолу, опублікувавши у своєму «Акті скинення» цілий обвинувальний акт проти нього, в якому йому ставилися в провину порушення конституції, вчинені при підтримки сенату.

## Адміністративний поділ
- Північна Італія
  - Таро (1808—1814, колишнє Пармське герцогство)